# Venaticosuchus rusconii
Il venaticosuco (Venaticosuchus rusconii) è un rettile estinto, appartenente agli arcosauri. Visse nel Triassico superiore (Carnico, circa 225 milioni di anni fa) e i suoi resti fossili sono stati ritrovati in Sudamerica (Argentina).

## Descrizione
Questo animale è noto per un esemplare incompleto, comprendente un cranio incompleto, una mandibola completa, parte della zampa anteriore e alcuni osteodermi. Dal raffronto con alcuni animali simili meglio conosciuti (Riojasuchus, Ornithosuchus), è possibile ipotizzare l'aspetto di Venaticosuchus: doveva essere un animale lungo circa 2 metri, con un cranio di quasi 30 centimetri. Si suppone che le zampe posteriori fossero molto più lunghe di quelle anteriori. Il corpo era ricoperto da una doppia fila di piastre ossee (osteodermi) lungo il dorso e la coda. I denti erano seghettati, e ogni mascella portava due grandi denti simili a canini. Il cranio era dotato di un muso dalla punta rivolta verso il basso.

## Classificazione
Venaticosuchus, descritto per la prima volta nel 1970 da José Bonaparte, sulla base di fossili ritrovati nella parte superiore della formazione di Ischigualasto, nella zona di Agua de Las Catas. Venaticosuchus è considerato un rappresentante degli ornitosuchidi, un gruppo di arcosauri primitivi tipici del Triassico, caratterizzati da un insolito tipo di articolazione della caviglia. Nella stessa zona sono stati ritrovati i resti di un silesauride, Pisanosaurus.